# Mary Fuller
Mary Claire Fuller (Washington D.C., 5 oktober 1888 – aldaar, 9 december 1973) was een Amerikaans actrice, zowel in het theater als in een groot aantal stomme films.
Fuller werd geboren in Washington D.C. en groeide op op een boerderij. Zij had als kind belangstelling voor muziek, schrijven en kunst. Haar vader overleed in 1902 en rond 1906 werkte zij in het theater onder de naam Claire Fuller.
In 1910 kwam zij onder contract bij Edison Studios en speelde datzelfde jaar de rol van Elizabeth in de eerste verfilming van Frankenstein, naar de roman van Mary Shelley. Zij werd een van de eerste filmsterren, en stak rond 1914 Mary Pickford naar de kroon qua populariteit. Zij schreef ook een aantal scripts, waarvan er acht werden verfilmd tussen 1913 en 1915. Na 1917 verdween zij uit de belangstelling en leefde zij jaren als kluizenaar. Zij leed aan een zenuwinzinking na een stukgelopen relatie met een (getrouwde) operazanger.
In 1926 probeerde zij een comeback te maken in Hollywood, maar slaagde daar niet in. Toen haar moeder in 1946 overleed stortte zij opnieuw in, en werd opgenomen in een ziekenhuis, waar ze tot haar dood 25 jaar later zou worden verpleegd. Na haar dood slaagde het ziekenhuis er niet in om familieleden op te sporen.